# Hipocoristic
În semantică și în pragmatică, termenul hipocoristic (< fr  hypocoristique < el  hypokoristikos < hypokorisma „vorbire mângâietoare”) denumește un cuvânt care exprimă un sentiment de afecțiune tandră, de alintare, de simpatie, adresat destinatarului comunicării sau desemnând o ființă ori un obiect despre care este vorba. Ca adjectiv, termenul califică un mijloc prin care se realizează un asemenea cuvânt sau alt fapt de limbă.
Hipocoristicele sunt folosite în anumite varietăți de limbă: registrele popular și familiar, limbajul adulților folosit cu copiii și cel folosit de aceștia.

## Mijloace de realizare a efectului hipocoristic

### Cuvinte hipocoristice în sine
În unele limbi, cuvintele de adresare ale copiilor către părinți, folosite și de adulți cu ei, și trecute în registrul familiar în adresarea adulților către părinții lor, sunt hipocoristice în raport cu sinonimele lor din registrul curent, de pildă, în limba franceză, maman și papa, față de mère „mamă”, respectiv père „tată”.

### Derivare
Unul din mijloacele prin care se realizează efectul hipocoristic este derivarea care constă, în limbile amintite aici, în adăugarea anumitor sufixe.

#### Derivarea cu sufixe diminutive
Majoritatea diminutivelor, pe lângă că exprimă micime, sunt și hipocoristice în anumite contexte. Exemple:
ro  fetiță, copilaș;
fr  sœurette „surioară”, frérot „frățior”;
en  kitty „pisicuță”, doggie „cățeluș”;
hu  lovacska „căluț”, arcocska „fețișoară”;
BCMS mačkica „pisicuță”, seoce „sătuc”.
Uneori se numesc în mod abuziv diminutive toate hipocoristicele. În fapt, se realizează hipocoristice cu aceleași sufixe ca diminutivele, dar hipocoristicele nu sunt diminutive dacă în context nu implică micimea denotatului, de pildă, dintre cele precedente, fr  sœurette, frérot, en  kitty, doggie, hu  lovacska folosite pentru persoane adulte și animale de talie relativ mare. Fenomenul este pregnant în cazul prenumelor diminutivate folosite și pentru adulți:
ro  Cocuța, Ionică;
fr  Jeannette (< Jeanne), Louison (< Louise);
en  Billie (< William);
hu  Dorka (< Dóra), Samu (< Sámuel);
BCMS Jelica (< Jelena), Ivica (< Ivan).

#### Derivarea cu sufixe specifice
În BCMS există și sufixe hipocoristice care nu sunt diminutive. La adjective întregi se adaugă sufixul -ko, ex. zaljubljenko (< zaljubljen „îndrăgostit”). Forma sa de feminin, -ka, înlocuiește desinența de nominativ singular -a: zaljubljenka (< zaljubljena „îndrăgostită”).

### Alte procedee

#### Procedee simple
Unele hipocoristice se realizează prin transformări ale unor cuvinte diminutivate sau nu, anume prin:
- afereză (suprimarea unui segment de la începutul cuvântului): ro  Ghiță (< Gheorghiță)[1], fr  Sandrine (< Alexandrine)[4], hu  Nóra (< Eleonóra)[19];
- apocopă (suprimarea unui segment de la sfârșitul cuvântului): ro  Geo (< George)[1], fr  Steph (< Stéphane), Ed (< Édouard)[9], en  Phil (< Philip)[21], hu  Kata (< Katalin)[19];
- sincopă (suprimarea unui segment din interiorul cuvântului): ro  Mia (< Maria)[1];
- proteză (adăugarea unui segment la începutul cuvântului): hu  Panna (< Anna)[19];
- reduplicare:
  - a cuvântului întreg: fr  Jean-Jean[9];
  - a unei silabe: fr  fifille „fetițo” (< fille „fată”)[3], Popol (< Paul)[4].

#### Procedee combinate
- afereză:
  - cu sufixare diminutivă: hu  Nusi (< Annus < Anna)[19];
  - cu reduplicare de silabă: ro  Luluș (< Corneluș < Cornel)[1], fr  Mimile (< Émile)[4];
- apocopă:
  - cu sufixare, eventual dublă: hu  Kati, Kató, Katika, Katica, Katóka, Katácska, Katus, Katuska, Katinka (< Katalin)[19];
  - cu reduplicare de silabe: hu  Lala (< Lajos „Ludovic”)[19];
- proteză cu sufixare, eventual dublă: hu  Panni(ka)[19];
- reduplicarea cuvântului întreg cu proteza celei de a doua ocurențe: hu  Anna-Panna (< Anna)[19].

Se întâlnesc și procedee mai complexe, de exemplu:
- afereză, apocopă și reduplicare de silabă: fr  Nini (< Véronique)[9];
- apocopă, proteză și sufixare, eventual dublă: hu  Pisti(ke) (< István „Ștefan”)[19].

În BCMS există derivare combinată cu apocopă cu mai multe sufixe numai hipocoristice (cu litere aldine în exemple): Mata (< Matija), Kate (< Katarina), Vlado sau Vlatko (< Vladimir), lija (lisica „vulpe”), baka „bunică” (< baba „babă”), brale (< brat „frate”), vujo (< vuk „lup”), brico (< brijač „bărbier, frizer”), striko (< stric „unchi”), dješo (< djever „cumnat”).

### Folosirea hipocoristică a unor fapte de limbă de obicei neutre sau cu alt sens pragmatic
Unele cuvinte în mod obișnuit neutre din punct de vedere pragmatic devin hipocoristice în anumite contexte, precum:
ro  drag(ă), scump(ă), iubit(ă), iubire, dragoste, înger, odor;
fr  mon petit „micuțul meu”, mon amour „iubirea mea”, mon ange „îngerul meu”, mon bijou „odorul meu”, mon trésor „comoara mea”; prin antifrază, mon grand literal „marele meu”;
hu  drágám „dragul meu / draga mea”, kicsim „micuțul meu / micuța mea”, angyalom „îngerul meu”, kincsem „comoara mea”, szerelmem „iubirea mea”.
Se folosesc ca hipocoristice și diferite nume de animale. În română se găsesc: pui, porumbiță.
În franceză există, în afară de mon poussin „puiule”, ma colombe „porumbița mea”, și alte nume de animale, și al unei plante folosite cu această funcție, mai ales la adresa copiilor, ex. mon (petit) chat „pisica/pisicuța mea”, mon (petit) lapin „iepurele/iepurașul meu”, ma biche lit. „căprioara mea”, mon (petit) loup lit. „lupul/lupușorul meu”, ma puce (către o fetiță) lit. „puricele meu”, mon chou lit. „varza mea”, mon (petit) rat lit. șobolanul/șobolănelul meu. Exemple în maghiară sunt galambom „porumbița mea”, csibém „puiul meu”.
Tot în franceză există și o formă verbală temporală folosită și cu sens hipocoristic, în limbajul folosit cu copiii mici sau cu animalele de companie, anume imperfectul folosit pentru momentul vorbirii, deci în locul prezentului, la persoana a III-a, ex. Comme il était sage ! „Ce cuminte e!”, Comme il aimait bien sa maman ! „Ce-o mai iubește pe mămica!”.
Uneori se folosesc hipocoristic prin antifrază cuvinte care au de obicei un sens pragmatic contrar, adică peiorativ, ex. ro  urâtule!, prostule!.

## Distribuția formelor hipocoristice după varietățile de limbă
Unele prenume hipocoristice au forme diferite în funcție de varietatea de limbă în care se folosesc, de pildă, în română, Măriuca și Măriuța au aspect rustic, Marița – periferic, iar Maricica – cu pretenții.

## Pierderea sensului hipocoristic
În starea actuală a limbii, sensul hipocoristic poate fi înlocuit prin antifrază cu unul ironic sau peiorativ, ex. mititelul!
În cursul istoriei limbii, cuvântul hipocoristic poate deveni neutru din punct de vedere pragmatic. De exemplu, în limba maghiară există o tendință actuală în acest sens a unor forme hipocoristice de prenume. Ca dovadă, Institutul de lingvistică al Academiei Maghiare de Științe actualizează și aprobă periodic o listă a prenumelor care pot fi înscrise în registrul stării civile. Aceasta cuprinde și variante hipocoristice ale unor prenume, de exemplu Mari, Marica, Marika, Mariska, pe lângă Mária.
Un fenomen asemănător este cel al prenumelor hipocoristice devenite nume de familie. În franceză este cazul unor nume ca Thomasson și Masson (< Thomas), sau Michard și Michot (< Michel). Exemple în maghiară sunt Bene, Benke și Benkő (< Benedek); Bertók și Bartók (< Bertalan); Baló (< Balázs).